# Кораксола (Куженерский район)
 Кораксола  — деревня в Куженерском районе Республики Марий Эл. Входит в состав Юледурского сельского поселения.

## География
Находится в северо-восточной части республики Марий Эл на расстоянии приблизительно 13 км на восток-северо-восток от районного центра посёлка Куженер.

## История
Известна с 1874 года, когда деревня состояла из 14 дворов, проживали марийцы: 35 мужчин, 33 женщины. В 2005 году здесь было 15 домов. В советское время работали колхозы «Ломбер» и «Победа».

## Население
Население составляло 53 человека (мари 98 %) в 2002 году, 48 в 2010.